# Morris Friedkin
Morris Enton Friedkin (Kansas City, Missouri, 30 de dezembro de 1918 — 19 de setembro de 2002) foi um bioquímico dos Estados Unidos. Junto com o seu orientador de doutoramento, Albert Lehninger, mostrou a existência de ligação entre diversas vias metabólicas pela coenzima NADH e o transporte de electrões do NADH para o oxigénio como fonte de energia na fosforilação oxidativa. Dedicou no entanto a maior parte da sua carreira em áreas ligadas ao desenvolvimento de quimioterapias, em particular para o tratamento de leucemia.

## Biografia
Morris Friedkin nasceu em Kansas City, no Missouri. Estudou Química na Kansas City Junior College e prosseguiu os seus estudos com vista à obtenção de um grau de licenciatura na Iowa State College, formando-se em 1941 em Química Analítica. Friedkin mudou-se então para a Universidade de Chicago, onde obteve o grau de doutoramento em 1948 após estudos sobre a fosforilação oxidativa sob a orientação de Albert Lehninger, com uma tese intitulada Studies on Aerobic Phosophorylation.  Viajou então até à Dinamarca, onde permaneceu como investigador pós-doc na Universidade de Copenhaga durante um ano, tendo regressado aos Estados Unidos em 1949.
Até 1957, permaneceu no Departmento de Farmacologia da Escola de Medicina da Universidade de Washington, ano em que aceitou um cargo no Departamento de Farmacologia da Escola de Medicina da Universidade Tufts. Durante este período, Friedkin ocupou também o lugar da presidência (entre 1967 e 1968) e ajudou ao estabelecimento de linhas de investigação em bioquímica farmacológica do departamento. Entre 1969 e 1989, ano da sua reforma, Friedkins dedicou-se a diversas áreas de investigação e ao ensino na Universidade da Califórnia em San Diego (UCSD), tendo também sido presidente da Revelle College entre 1974 e 1976 e presidente do senado académico da UCSD entre 1979 e 1982. Recebeu estatuto de membro da Academia Nacional de Ciências dos Estados Unidos em 1978.
Ao longo da sua carreira, Friedkin estudou campos diversos como a fosforilação oxidativa, o metabolismo do ácido fólico, a utilização de marcadores radioactivos em investigação científica e a farmacologia.